# Mouhamed Mbaye
Mouhamed Mbaye (* 13. Oktober 1997 in Dakar) ist ein senegalesischer Fußballspieler. Er steht seit 2021 bei Académico de Viseu FC unter Vertrag und ist ehemaliger senegalesischer Jugendnationalspieler.

## Karriere

### Vereinskarriere
Mbaye begann mit seiner Karriere in seinem Heimatland Senegal, wo er in Dakar in der ASPIRE Akademie das Fußballspielen erlernte. Später wurde er vom FC Porto verpflichtet und spielte dort vorerst in der Jugend. Ab 2016 spielte Mbaye bei der zweiten Mannschaft von Porto und wurde dort vorerst als Ersatztorwart gesetzt. Nach einer Saison ohne Einsätze, schaffte er es in der Segunda Liga zum 12. Spieltag in die Startelf und spielte bei dem 3:1-Sieg gegen Real SC über die volle Spielzeit. Mit Porto B konnte er auch im Premier League International Cup spielen und spielte dort 2017 in einem Spiel gegen die U23 des FC Reading. Am Ende gewann sein Team das Finale gegen die U23 des AFC Sunderland mit 5:0, jedoch kam Mbaye zu keinem Einsatz mehr. Im Verlauf der restlichen Saison spielte er weiterhin als Ersatzspieler, konnte jedoch auch einige Einsätze absolvieren. Auch dort spielte man im Premier League International Cup und dort absolvierte Mbaye drei Spiele, kassierte nur ein Gegentor und gewann das Turnier im Spiel gegen FC Arsenal mit 1:0, in welchem er auch auf dem Platz stand. Zur neuen Saison 2018/19 konnte er sich mit Diogo Costa bei den Startelfeinsätzen abwechseln und brachte es in dieser Saison auf zwölf Spiele. Außerdem gewann er 2019 den Iberischen Pokal im Finale gegen den FC Getafe mit 2:1.
Außerdem wurde er bereits zwei Mal für die erste Mannschaft in den Kader berufen, erstmals in der Saison 2018/19 für das Spiel gegen Boavista Porto, doch er blieb nur auf der Bank. Eine Saison später wurde er aufgrund der Verletzung von Agustín Marchesín in den Kader berufen und konnte auch sein erstes Spiel für den FC Porto absolvieren. Beim 6:1-Sieg gegen Moreirense FC wurde er beim Stand von 4:1 für Diogo Costa eingewechselt und gewann am Ende des Spiels den Ligatitel.
Nachdem Mbaye kein weiteres Pflichtspiel für den FC Porto absolvieren konnte, wechselte er zu Beginn der Saison 2021/22 in die zweithöchste portugiesische Liga zu Académico de Viseu FC. Dort feierte er beim 2:2 am 5. Spieltag gegen den SC Farense sein Debüt.

### Nationalmannschaft
Mbaye wurde für den Kader des U-23-Afrika-Cup 2015 der senegalesischen U-23-Mannschaft nominiert. Jedoch kam er dort zu keinem Einsatz. 2017 schaffte er es in die U-20-Mannschaft von Senegal, brachte es dort auch auf vier Einsätze.

## Erfolge
- Premier League International Cup: 2017, 2018
- Iberischer Pokal: 2019
- Primeira-Liga-Sieger: 2020